# Флаг Хорезмской Социалистической Советской Республики
Флаг Хорезмской Социалистической Советской Республики — являлся с 1920 по 1924 год, наряду с гербом, официальным символом Хорезмской народной советской республики.

## Описание
Кроме официального флага который был описан в Конституции ХНСР, в разные годы использовались разные вариации флага. 27 апреля 1920 года 1-й Всехорезмский Курултай принял и утвердил Конституцию Хорезмской народной социалистической республики, в статье 36 которой был описан флаг ХНСР:

Флаг — красного цвета, а одна четверть его зелёная. Зелёная часть находится у древка флага, наверху. На зелёной части изображена луна и звезда золотого цвета.
В 1921 году второй Всехорезмский Курултай переименовал название государства на Хорезмскую Советскую Народную Республику и принял её новую Конституцию, в статье 41 которой был описан новый флаг:
Флаг Хорезмской Советской Народной Республики устанавливается в следующем виде: красное поле, а одна четверть этого поля, обращенная к верхней части древка – зеленого цвета и на этой зеленой части помещается изображение полумесяца и звезды.
В 1922 году была принята новая версия Конституции ХНСР, в параграфе 87 которой был описан новый флаг:
Государственное знамя ХНСР следующее: полотнище красного цвета, часть знамени в левом углу древка наверху зелёного цвета. На зелёном фоне помещается вышеотличительный знак ХНСР.
4-й Всехорезмский курултай Советов преобразовал ХНСР в Хорезмскую Социалистическую Советскую Республику, установил разделение её на три автономных области (Узбекскую, Туркменскую и Киргиз-Каракалпакскую) и 23 октября 1923 года принял Конституцию ХССР, в статье 46-й которой был описан флаг:
"Торговый и военный флаг Х.С.С.Р. состоит из полотнища красного цвета, в левом углу которого у древка помещены золотые буквы «Х.С.С.Р.» или надпись «Хорезмская Социалистическая Советская Республика», вверху Красноармейская звезда, золотыми буквами под ней надпись: "Пролетарии всех стран, соединяйтесь"
19 сентября 1924 года пятый Всехорезмский Курултай Советов принял решение о самороспуске ХССР. В 1924 году в связи с упразднением ХССР и последующим его размежеванием между тремя новообразованными советскими республиками: Узбекской ССР, Туркменской ССР и Каракалпакской АССР, которая вошла в состав РСФСР, флаг был упразднён.

## Варианты и преемники

Вариант флага ХНСР с января 1920 по 30 апреля 1920 года.
Вариация с января 1920 по 30 апреля 1920 года.
Вариант с 30 апреля 1920 по май 1921 года.
Вариант с июля 1922 по 23 октября 1923 года.